# Вілла Ефруссі де Ротшильд

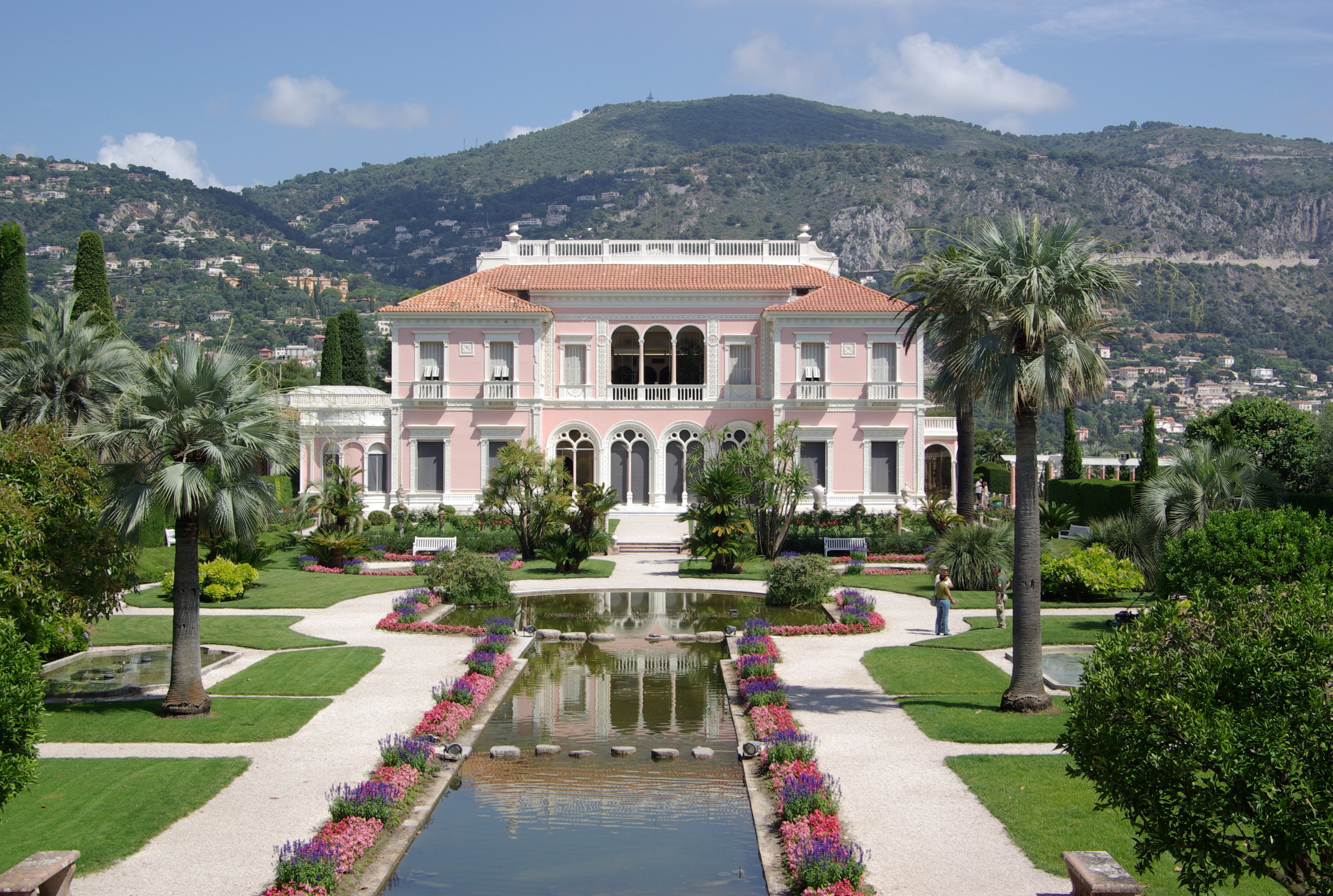
Вид із саду на віллу Ефруссі де Ротшильда

Вілла Ефруссі де Ротшильда, або ж Вілла Іль-де-Франс, є французькою приморською віллою, розташованою в Сен-Жан-Кап-Ферра на Французькій Рив'єрі. Спроєктована французьким архітектором Аароном Месіа, була побудована між 1907 і 1912 роками баронесою Беатріс де Ротшильд (1864—1934).
Член банківської родини Ротшильдів і дружина банкіра барона Моріса де Ефруссі, Беатріс де Ротшильд побудувала свою рожеву віллу на мисі на перешийку Кап-Ферра з видом на Середземне море. Баронеса наповнила особняк антикварними меблями, картинами старих майстрів, скульптурами, предметами мистецтва та зібрала велику колекцію рідкісної порцеляни. Сади класифіковані Міністерством культури Франції як один із чудових садів Франції, тоді як сама вілла була класифікована як історична пам'ятка з 1996 року.
Після своєї смерті в 1934 році баронеса пожертвувала майно та його колекції відділу Академії вишуканих мистецтв Інституту Франції. Зараз вілла відкрита для відвідування.

## Сади

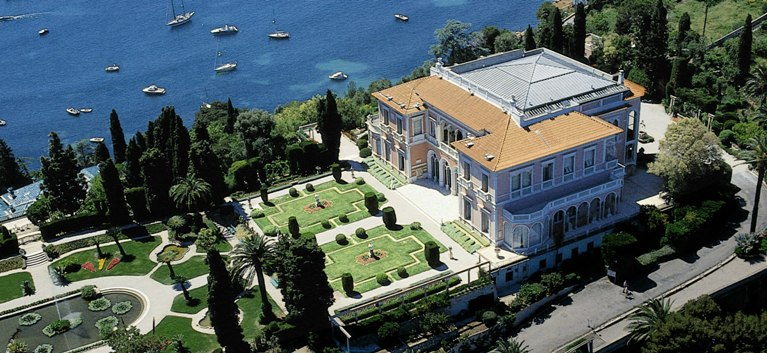
Вид на віллу Ефруссі де Ротшильд та її сади

Вілла оточена дев'ятьма садами, кожен на різну тематику: французький (бароко), іспанський, японський, флорентійський, провансальський, екзотичний, кам'яний сад, розарій і сад Севр. Вони були створені між 1905 і 1912 роками під керівництвом ландшафтного архітектора Акіля Дюшена.
Сад був задуманий у формі корабля, який відкривався з лоджії будинку, що була схожа на міст судна, з усіх боків якого було видно море. Задум надихнула подорож на лайнері Іль-де-Франс, тому вілла отримала таку назву. Тридцять садівників, які обслуговували сад, були одягнені в моряки, в беретах з червоними помпонами.

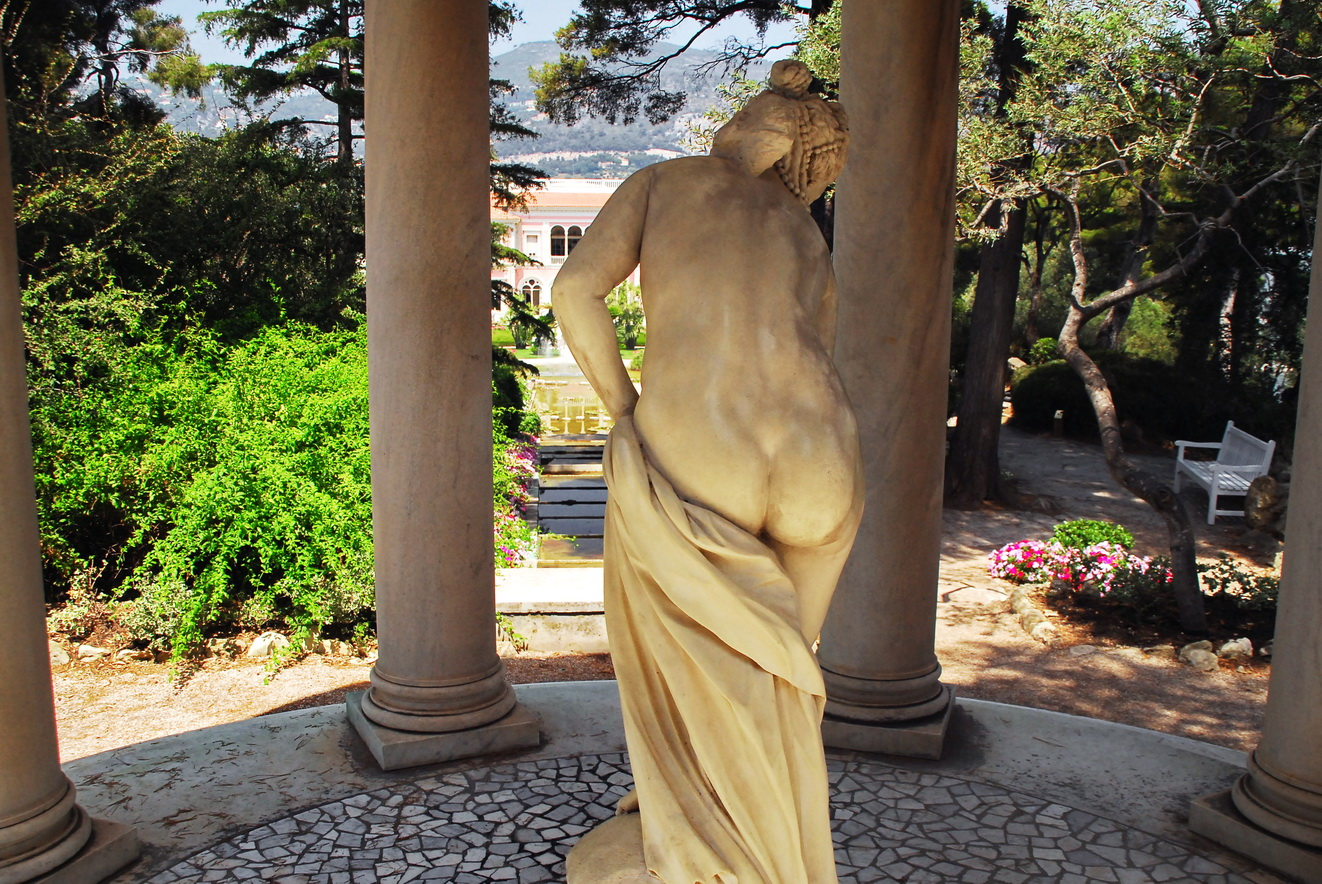
Храм Любові

Сад бароко є найбільшим і займає територію позаду вілли. Поряд з віллою є тераса з офіційним французьким садом і топіарі. За терасою знаходиться парк із пальмами та довгим басейном, прикрашеним фонтанами, статуями та басейнами з водяними ліліями та іншими водними рослинами. У дальньому кінці парку є пагорб, вкритий кипарисами, які оточують копію саду Храму Кохання в палаці Малий Тріанон у Версалі. Схил під храмом має каскад води у вигляді сходів, що впадає у великий басейн.
Сходи з французького саду спускаються до кола садів на нижньому рівні. В іспанському саду є затінений внутрішній дворик і фонтан з ароматичними рослинами, каталонськими амфорами, а також галло-римською лавкою. Флорентійський сад, який виходить на вулицю Вільфранш-сюр-Мер, має парадні сходи, штучний грот і мармуровий ефеб. За межами флорентійського саду знаходиться гранітний, або кам'яний сад, з горгуліями, колонами та іншими архітектурними елементами зі стародавніх і середньовічних будівель. Японський сад має дерев'яний павільйон, місток і ліхтарі. В екзотичному саду представлені гігантські кактуси та інші рідкісні рослини. До нього примикає розарій зі статуєю в оточенні колон, де переважає рожевий, улюблений колір господині. На східній стороні вілли знаходиться сад місцевих рослин Провансу та сад із декораціями з севрської порцеляни.
Вілла була зареєстрована як пам'ятка історії в 1996 році.

## Події
Щороку в червні на віллі Ефруссі де Ротшильд відзначають День художників. Вілла відкриває свої двері для художників, які хочуть знайти своє натхнення та практикувати своє мистецтво в одному з дев'яти садів садиби.
Вілла також є місцем проведення щорічного літнього оперного фестивалю Les Opera Azuriales.

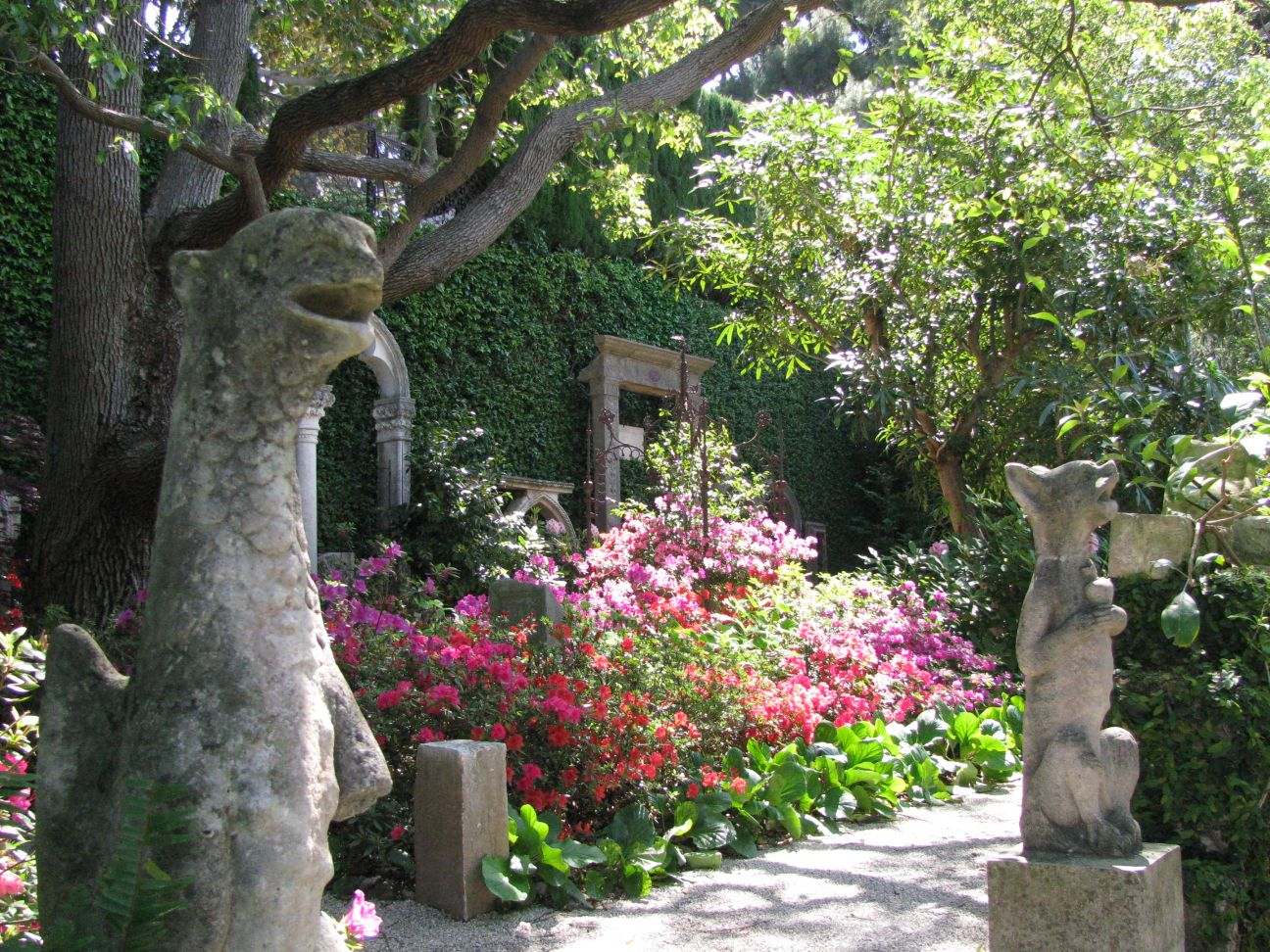
Кам'яний сад
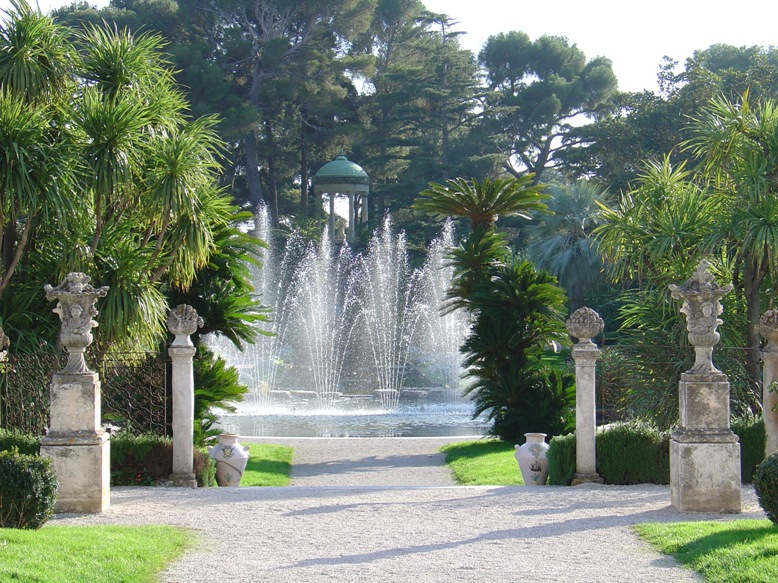
Фонтани і Храм кохання
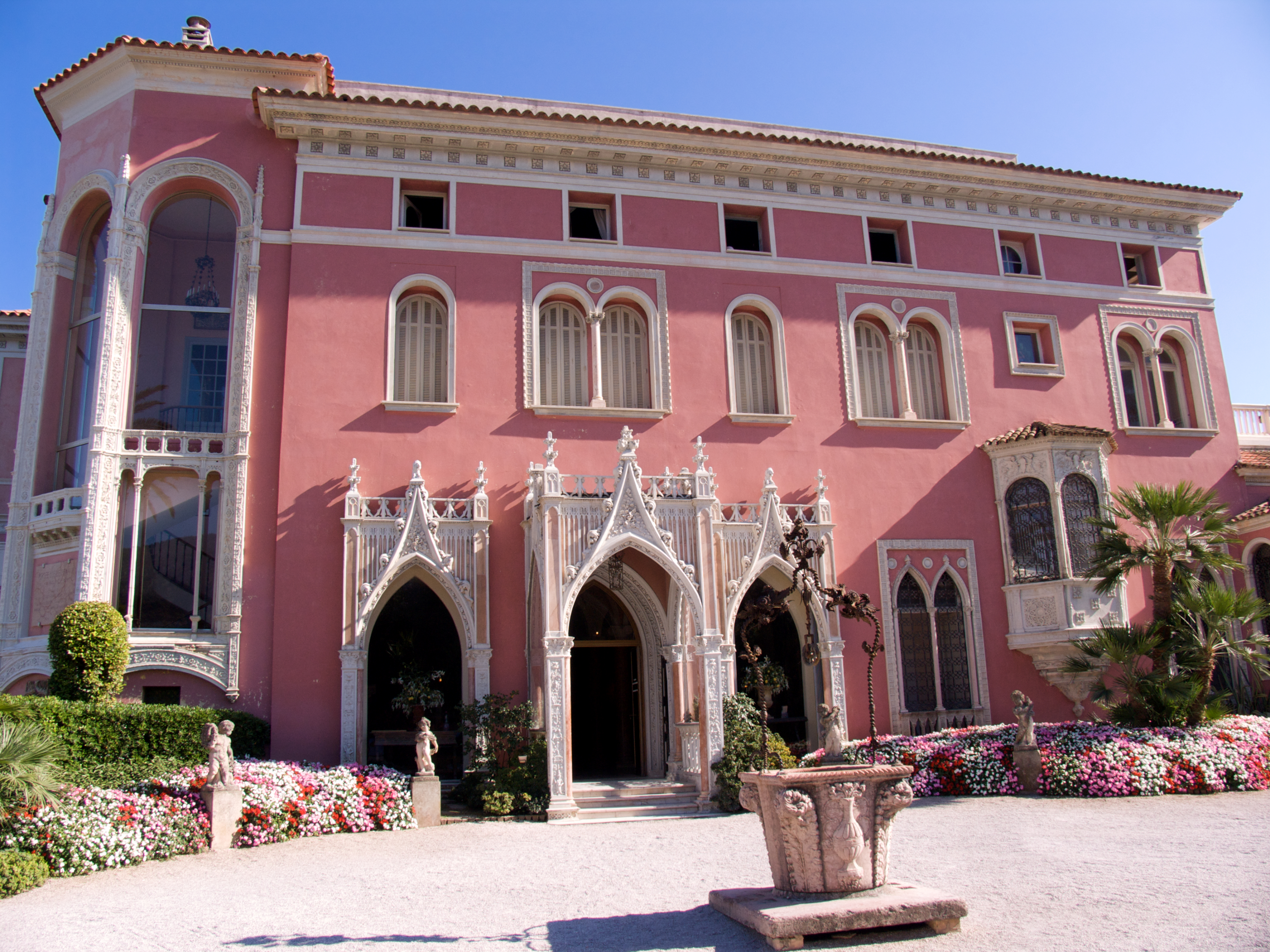
Вхід
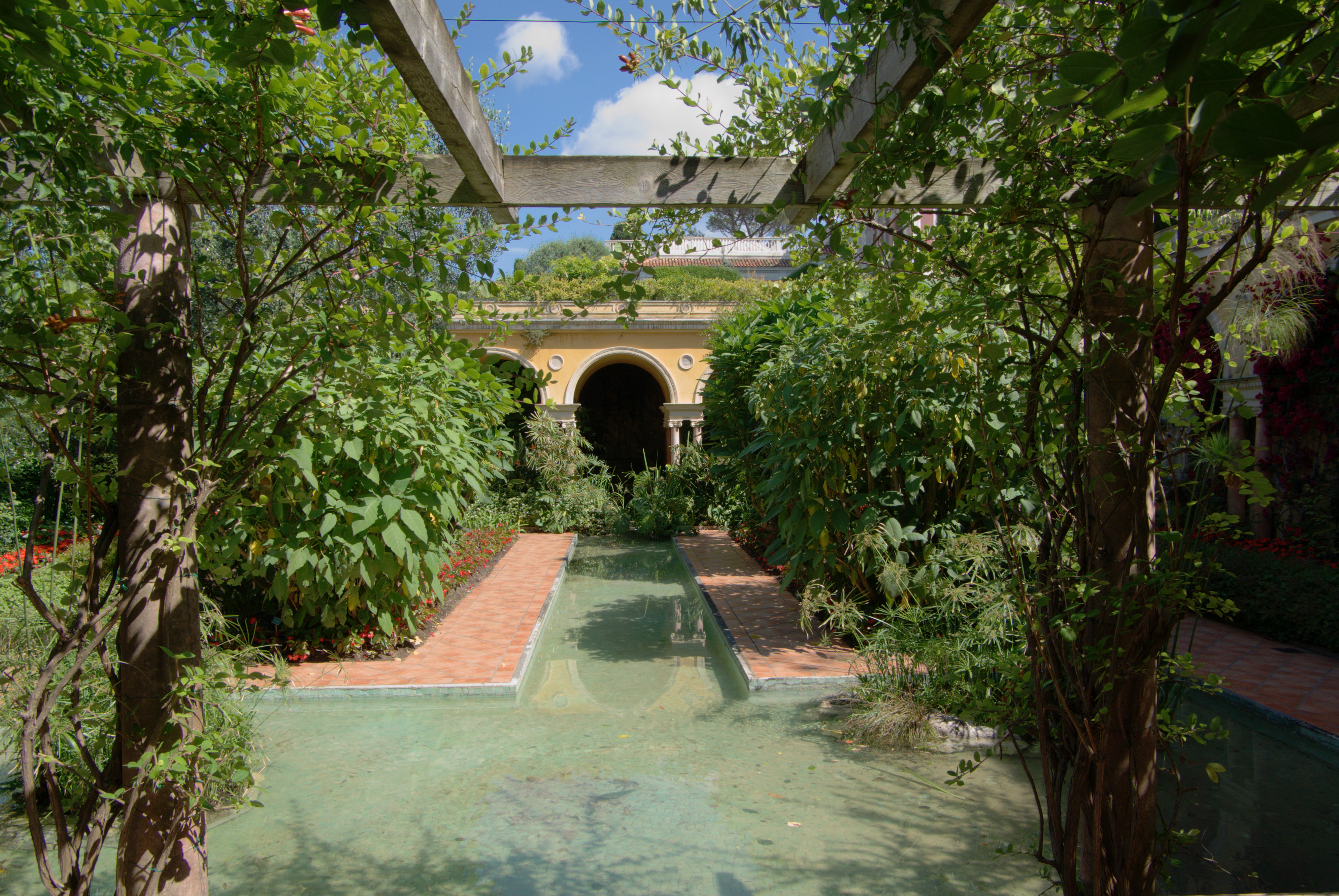
Іспанський сад
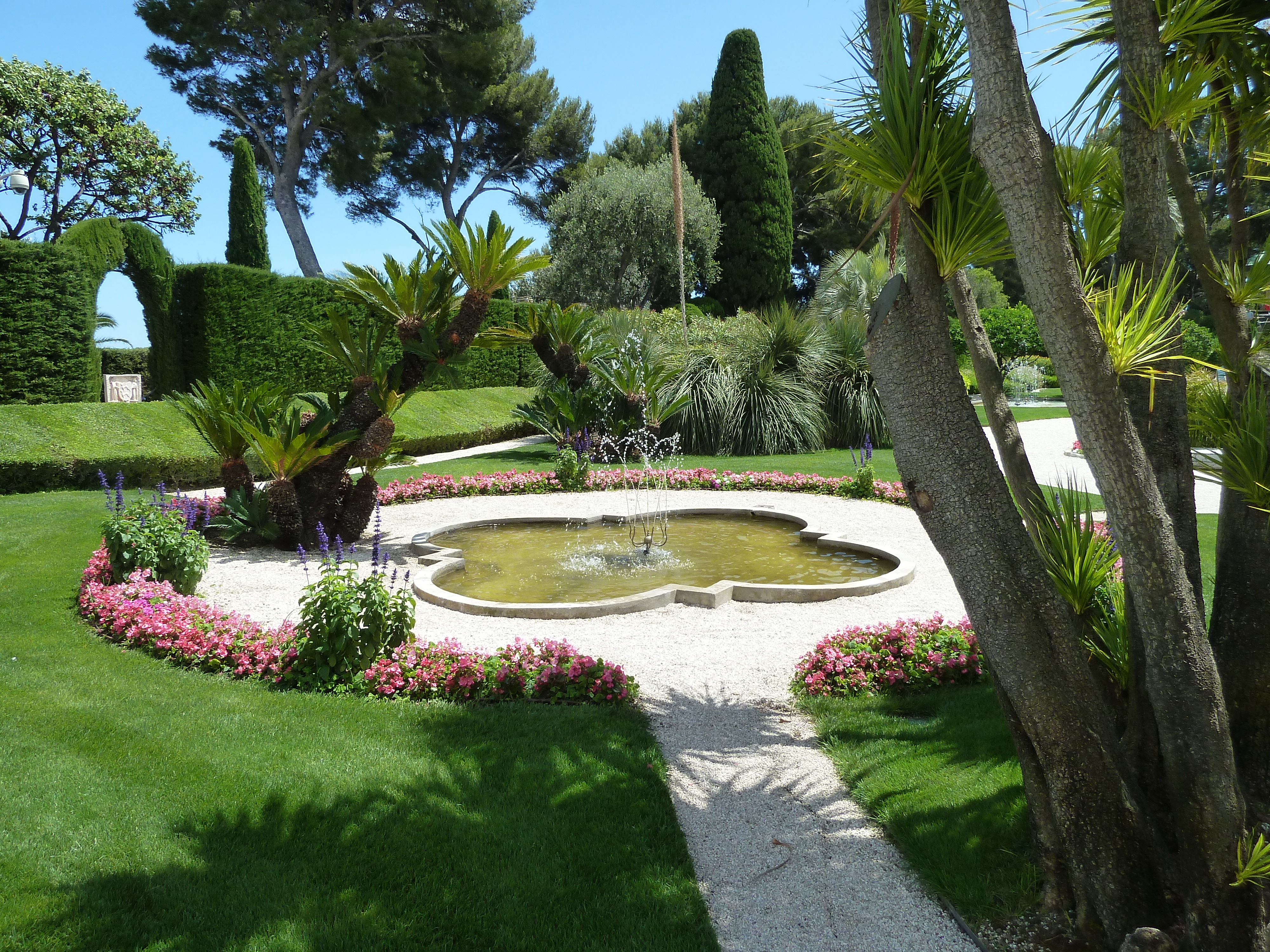
Формальний сад